# 津市サンデルタ香良洲

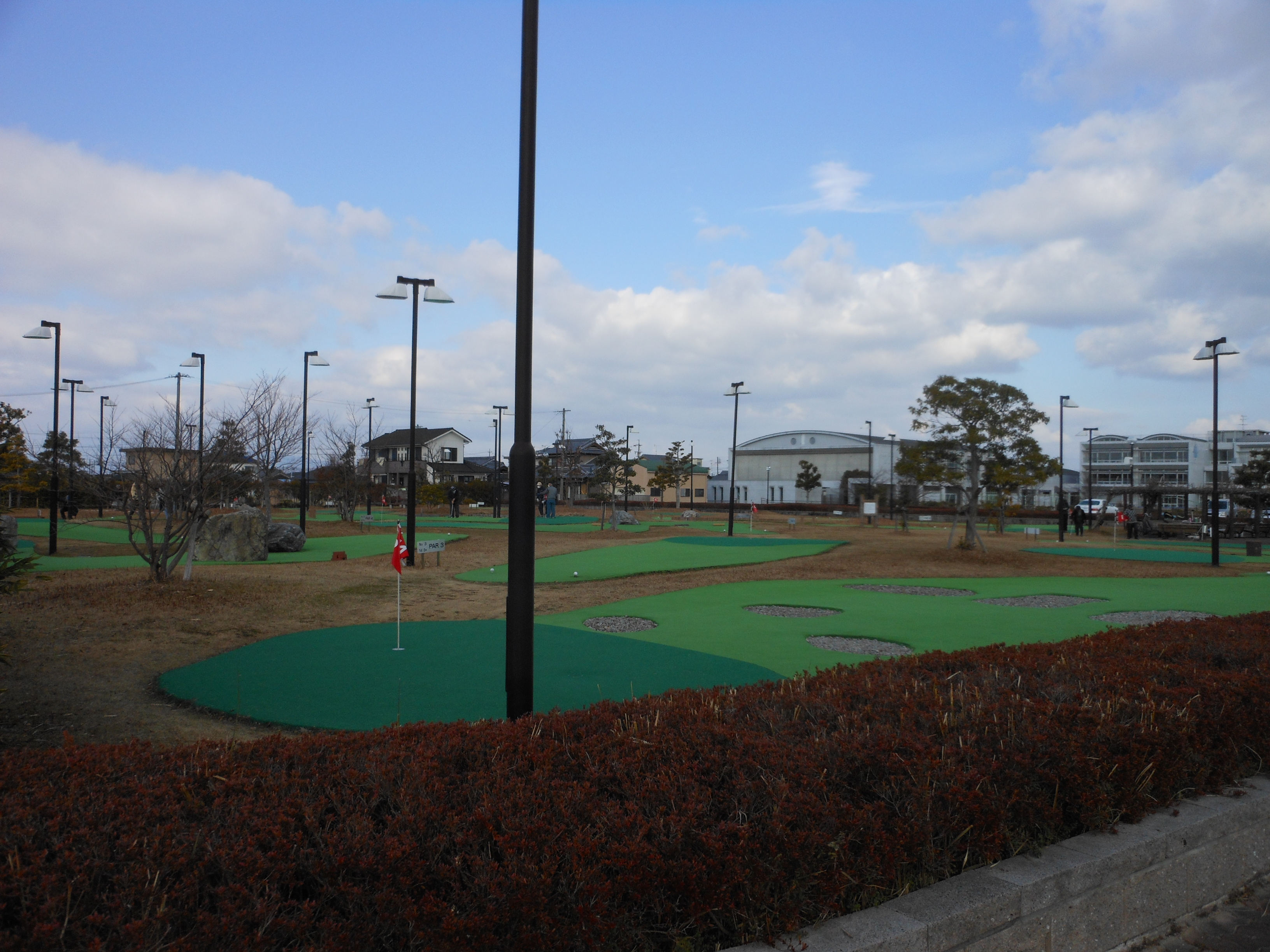
パターゴルフ場

津市サンデルタ香良洲（つしサンデルタからす）は、三重県津市香良洲町にある、教育・文化機能と福祉・健康機能を併設した複合施設。香良洲町のシンボル的存在であり、1994年（平成6年）に当時の一志郡香良洲町が建設した。

## 歴史
1993年（平成5年）9月に着工、1994年（平成6年）8月に完工した。建設当時の正式名称は香良洲町総合福祉センターで、サンデルタ香良洲は愛称であった。1996年（平成8年）5月、第14回三重県建築賞知事賞を受賞した。
1994年（平成6年）9月12日に香良洲町立きらめき図書館（現・津市きらめき図書館）が開館した。同年度末の蔵書数は13,700冊であった。翌1995年（平成7年）、古本のリサイクルコーナーを設置し、住民から寄贈された本の自由な貸し出しを開始した。
1999年（平成11年）10月24日、アグネス・チャンが「愛と平和と自由」をテーマとしたコンサートのため来館した。

## 建築
施設は鉄筋コンクリート構造（一部鉄骨造）2階建てで、敷地面積は16,834.38m2、建築面積は3,675.16m2、延床面積は3,582.64m2である。設計監理は黒川建築事務所、施工は日本土建による。
敷地の中央を津市道が南北に貫いており、東側の敷地に主要建築物が配置され、西側の敷地は駐車場とパターゴルフ場となっている。パターゴルフ場は18ホールあり、夜間照明も設置していることから、冬季を除きナイター利用が可能である。東側の敷地の周囲には遊歩道を巡らせ、その外側に水路がある。東側の水路は1か所だけ架橋され、東隣の香良洲神社へ渡ることができる。
東側の敷地は北から順に関係者用駐車場、教育・文化ゾーン、福祉・健康ゾーンとなっており、教育・文化ゾーンと福祉・健康ゾーンの間に「フォーラム」と呼ばれる中庭がある。フォーラムは香良洲神社の森を借景として取り込んでいる。教育・文化ゾーンと福祉・健康ゾーンは中央のロビーで結ばれ、外観のデザインは統一されているが、各機能ごとに小さな建物として分かれており、屋根の形状に個性付けがなされている。

## 教育・文化ゾーン

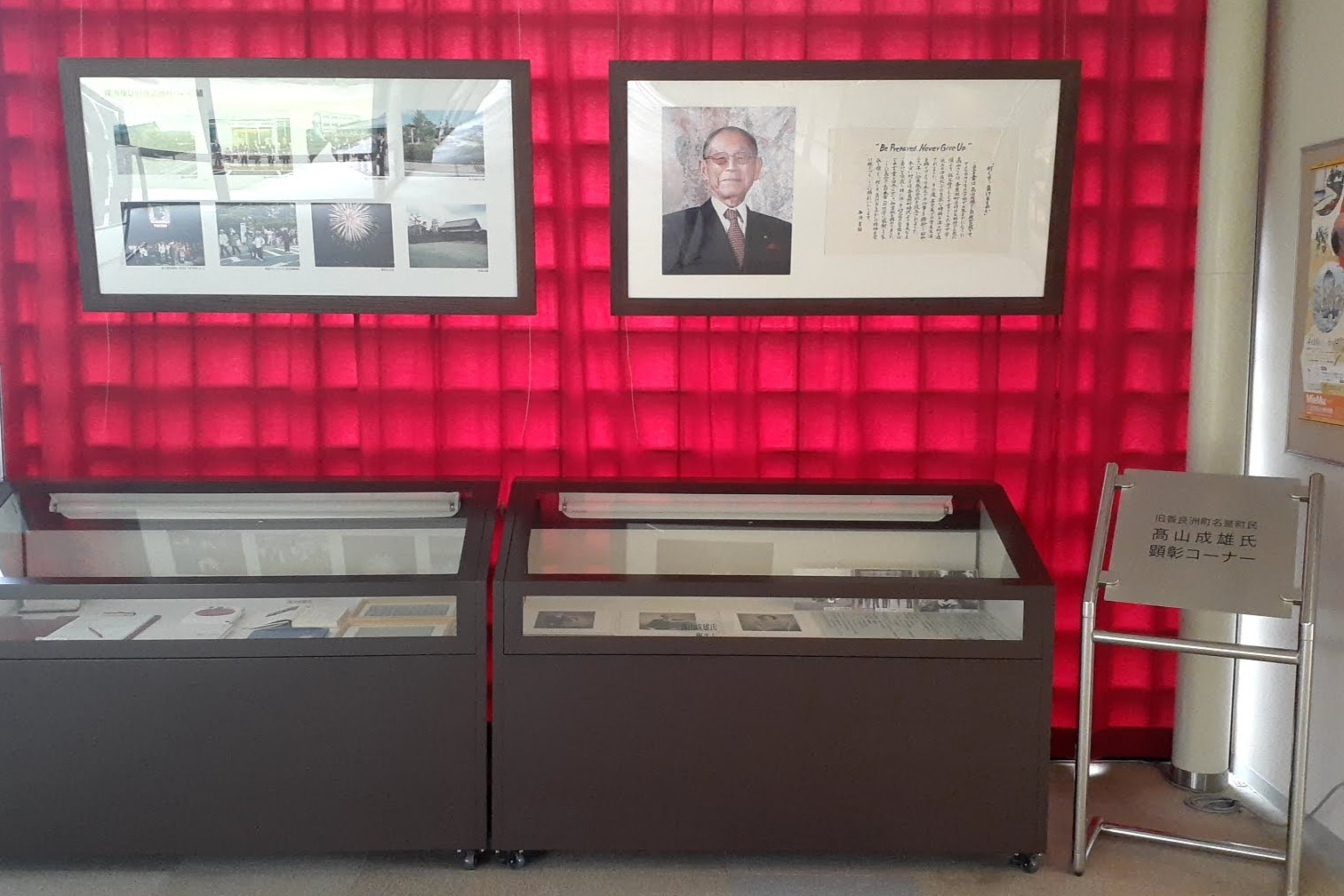
高山成雄顕彰コーナー

教育・文化ゾーンは、多目的ホールと図書館で構成される。香良洲町名誉町民の高山成雄の顕彰コーナーが設置されている。
多目的ホールは400人収容可能である。避難所としての収容定員は670人。舞台は12m×8mで、可動式の座席299席を備える。一志郡香良洲町時代は、選挙の際に立候補予定者説明会や開票所として利用された。

### きらめき図書館

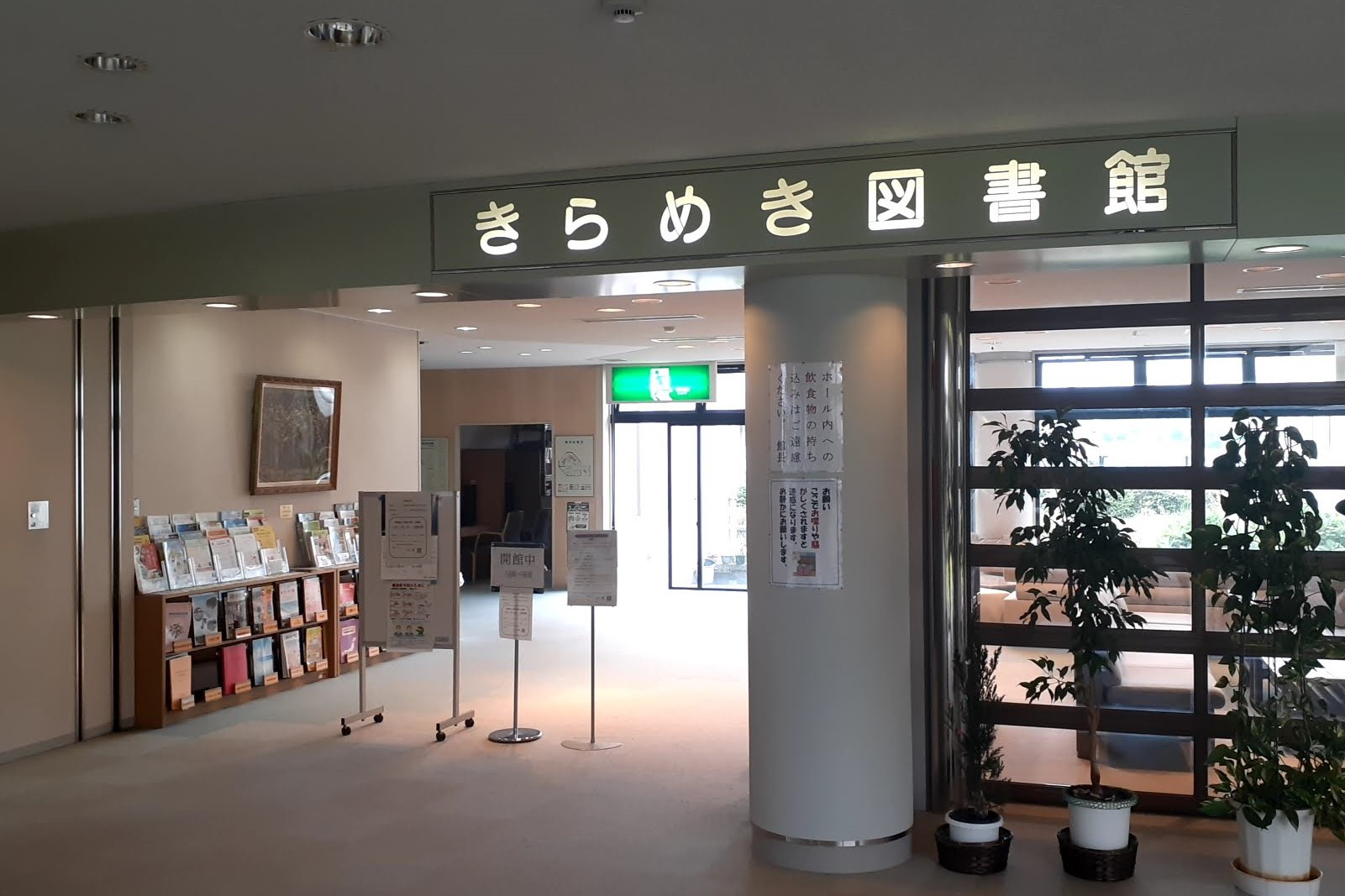
津市きらめき図書館

津市きらめき図書館（つしきらめきとしょかん）は、津市図書館を構成する図書館の1つで、サンデルタ香良洲1階にある。床面積は432m2、職員は4人で、2015年（平成27年）時点の館長は池山要一（兼任）である。同年度の図書館予算は2,126千円であった。
2014年（平成26年）度時点の蔵書数は43,319冊、視聴覚資料数はVHSを中心に1,206点、貸出冊数は29,676冊であった。ISILはJP-1002010。休館日は火曜日・毎月最終木曜日・年末年始・特別整理期間で、開館時間は9時から17時（ただし7・8月の平日は18時まで）である。
第2木曜日に「きらきらおはなし会」、3月・6月・12月に「読み聞かせ会」を開催している。2014年度は、クリスマス企画として「親子折り紙教室」を開催した。2015年（平成27年）現在、読み聞かせボランティア「まじっくぼっくす」と「きらきら星」がきらめき図書館で活動している。「まじっくぼっくす」はパネルシアターや人形劇も披露する。

## 福祉・健康ゾーン
福祉・健康ゾーンは、デイサービスセンター、老人福祉施設、保健センターで構成される。津市社会福祉協議会香良洲支部を併設する。
老人福祉施設では、毎年歳末たすけあい運動の一環で1人暮らしの高齢者に御節料理を振る舞う交流会を行っている。

## 交通
最寄り駅はJR紀勢本線高茶屋駅または近鉄名古屋線久居駅であるが、高茶屋駅からは約5.0km、久居駅からは約8.6km離れている。久居駅から三重交通の路線バスが運行されており、「香良洲神社前」バス停下車、約200m（約3分）である。
最寄りのインターチェンジは伊勢自動車道久居ICであり、自動車で約20分である。駐車場は125台分ある。